# Saliunca egeria
Saliunca egeria es una especie de mariposa de la familia Zygaenidae.
Fue descrita científicamente por Bethune-Baker en 1913.